# Долина героев (Республика Сербская)
Долина героев (серб. Долина хероја) — мемориальный комплекс, который находится близ села Тьентиште в Национальном парке Сутьеска. Он посвящён Битве на Сутьеске, шедшей с 15 мая по 15 июня 1943 года. Мемориальный комплекс был официально открыт в 1974 году. В его строительстве активно принимали участие молодёжные коллективы со всей Югославии, которые работали в рамках так называемых «молодёжных трудовых акций». Вплоть до распада Югославии «Долину героев» ежегодно посещали 30 000 человек. В 2011 году комплекс был взят под охрану ЮНЕСКО.